# Daniel Ducruet
Daniel Ducruet (Beausoleil, 27 novembre 1964) è un personaggio televisivo e cantante francese, noto per essere stato marito di Stéphanie di Monaco tra il 1995 e il 1996.

## Biografia
Nel 1986, dopo essere stato culturista e venditore in un negozio di animali domestici, è entrato nel corpo di polizia del Principato di Monaco. Due anni dopo gli è stato assegnato l'incarico di vigilare sulla famiglia principesca monegasca, mentre nel 1991 ha seguito soltanto la principessa Stéphanie di Monaco nel tour da lei intrapreso per pubblicizzare il suo secondo album, con il ruolo di guardia del corpo.
I due hanno poi incominciato una storia d'amore che è sfociata, nel 1992, nella nascita del loro primo figlio, Louis, nato appena 10 mesi dopo un altro figlio di Ducruet, avuto dalla precedente moglie Sandra Naccache. La seconda figlia, Pauline, è nata nel 1994 e il 1º luglio del 1995 la coppia si è sposata con rito civile. Il matrimonio, tuttavia, è durato poco e si è concluso con un divorzio il 4 ottobre 1996, dopo la pubblicazione di fotografie che vedevano protagonista Ducruet in atteggiamenti intimi con la modella belga Muriel Houtteman.
Dopo il divorzio Ducruet ha tentato di intraprendere la carriera di cantante incidendo i dischi Pourquoi pas e Jamais personne, passati però inosservati, e ha partecipato in Italia alla prima edizione del reality La fattoria, dove ha ottenuto il terzo posto. Successivamente a questa esperienza ha presentato, sempre in Italia, l'edizione 2004 di Real TV e scritto un libro sulla sua vita nella famiglia principesca monegasca.